# Alegrete (Rio Grande do Sul)
Alegrete (amtlich portugiesisch Município de Alegrete, deutsch die Fröhliche) ist eine Stadt in Brasilien im Bundesstaat Rio Grande do Sul und gilt als Zentrum der Gaúcho-Kultur. Mit einer halben Million Rindern und fast ebenso vielen Schafen ist es einer der Hauptproduktionsorte für Milch und Wolle. Es ist Heimat des Dichters Mario Quintana.
Sie liegt am Fluss Rio Ibirapuitã auf 102 Metern über Meereshöhe. Die Entfernung zur Hauptstadt Porto Alegre beträgt 506 km. Die Bevölkerungszahl wurde zum 1. Juli 2020 auf 73.028 Einwohner geschätzt, die Alegretenser (alegretenses) genannt werden und auf einer großen Gemeindefläche von rund 7800 km² leben, etwa dreimal so groß wie das Saarland, jedoch rechnerisch nur mit rund 10 Einwohnern pro km².
Ökoregion und Biom sind überwiegend das der Pampa.

## Wirtschaft
Die Stadt ist ein Zentrum der fleischverarbeitenden Industrie.

## Söhne und Töchter der Stadt
- Olegario Víctor Andrade (1839–1882), Schriftsteller, Journalist und Politiker
- Oswaldo Aranha, (1894–1960), Politiker
- Moderato Wisintainer (1902–1986), Fußballnationalspieler
- Mario Quintana (1906–1994), Dichter und Schriftsteller
- João Saldanha (1917–1990), Fußballtrainer und Journalist
- Luciana Martins (* 1963), Kulturwissenschaftlerin
- Fernanda Melchionna (* 1984), Politikerin
- Valdomiro Soares Eggres (* 1988), Fußballspieler
- Sidnei (* 1989), Fußballspieler